# Padma Lakshmi

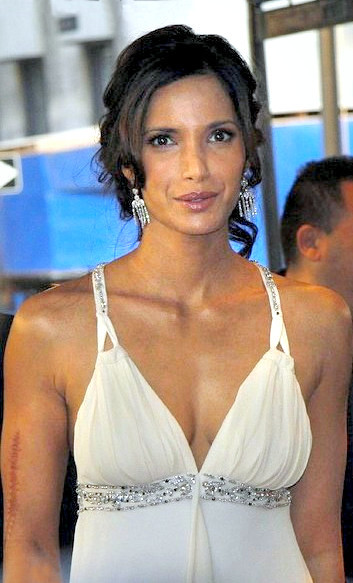
Padma Lakshmi (September 2006)

Padma Lakshmi (* 1. September 1970 in Chennai, Indien) ist eine US-amerikanische Filmschauspielerin, Fernsehmoderatorin und Model.

## Leben

### Frühes Leben
Padma Lakshmi wurde als einziges Kind eines Angestellten des Pharmakonzerns Pfizer und einer Krankenschwester geboren. Ihre Eltern trennten sich, als Padma ein Jahr alt war, und ließen sich ein weiteres Jahr später scheiden. Beide heirateten später wieder. Aus der neuen Verbindung ihres Vaters hat Padma Lakshmi zwei Halbgeschwister.
Lakshmi zog mit ihrer Mutter in die USA und wuchs in New York und später in Malibu auf. In Industry, einem Vorort von Los Angeles, absolvierte sie die High School. 1984 war die damals 14-jährige Lakshmi Beifahrerin in einem Auto, das in einen Verkehrsunfall verwickelt wurde. Lakshmi überlebte mit schweren Verletzungen, darunter einer gebrochenen Hüfte. Heute erinnert nur noch eine knapp 17 cm lange Narbe an ihrem rechten Arm an den Vorfall.
Nach der High School schrieb sie sich an der Clark University in Worcester (Massachusetts) ein, an der sie im Jahr 1992 den Bachelor in Theaterwissenschaften erwarb.
Padma Lakshmi spricht fünf Sprachen fließend, neben ihrer Muttersprache Malayalam auch Englisch, Spanisch, Italienisch und Tamilisch.

### Karriere
Lakshmi wurde im Alter von 16 Jahren während eines Urlaubs in Indien von einem Modelscout entdeckt. Als eines der ersten indischen Models stand sie bald danach in Paris, Mailand und New York auf dem Laufsteg. Zu ihren bekannten Auftraggebern zählten Ralph Lauren, Emanuel Ungaro, Roberto Cavalli und Versace. Auch war sie in zahlreichen Modezeitschriften abgebildet, darunter der bekannten Cosmopolitan oder Harper’s Bazaar. Der aus Deutschland stammende Fotograf Helmut Newton versuchte ihren physischen Makel – ihre Narbe am Arm – niemals zu retuschieren, so dass Lakshmi als eines der wenigen Models mit „Schönheitsfehler“ gilt.
Ihren Werdegang als Schauspielerin begann Lakshmi 1998 als Darstellerin im italienischen Fernsehfilm Der Sohn des Sandokan. Weitere Rollen übernahm sie 2002 als Gastdarstellerin einer Episode von Star Trek: Enterprise sowie 2006 im Fernsehfilm Die Zehn Gebote, in dem sie die ägyptische Prinzessin Bithia verkörperte.
Von 2006 bis 2023 moderierte sie auch die Küchensendung Top Chef, in der, ähnlich wie in deutschen Pendants, Kandidaten eine Jury bekochen müssen. 2007 publizierte sie selbst ein Kochbuch unter dem Titel Tangy, Tart, Hot and Sweet: A World of Recipes for Every Day.
2009 brachte Lakshmi ihre erste Schmuckkollektion auf den Markt. Die nach Lakshmi benannte Kollektion „Padma“ bestand aus vierzig Stücken.
2013 brachte sie eine weitere Kollektion mit dem Titel „PL“ für den Amerikanischen Teleshopping-Sender HNS auf den Markt.

### Privates
Am 17. April 2004 heiratete Padma Lakshmi den ebenfalls aus Indien stammenden Schriftsteller Salman Rushdie, den sie 1999 auf einer Party kennengelernt hatte. Die Ehe hielt drei Jahre; am 2. Juli 2007 erfolgte die Scheidung.
Lakshmi leidet an Endometriose, so dass die Ärzte vermuteten, Lakshmi könnte zeitlebens unfähig sein, eigene Kinder zu bekommen. Für alle Beteiligten überraschend wurde Lakshmi am 20. Februar 2010 dennoch Mutter einer Tochter. Der Vater des Kindes ist der US-amerikanische Unternehmer Adam Dell, der jüngere Bruder von Dell-Gründer Michael Dell.

## Filmografie (Auswahl)
- 1998: Linda e il brigadiere (Fernsehserie, 1 Folge)
- 1998: Il figlio di Sandokan (Fernsehserie, 3 Folgen)
- 1999: Piraten der Karibik (Caraibi, Fernsehserie, 3 Folgen)
- 1999: Wasteland (Fernsehserie, 1 Folge)
- 2001: Glitter – Glanz eines Stars (Glitter)
- 2002: Star Trek: Enterprise (Enterprise, Fernsehserie, Episode 2x11 Kostbare Fracht)
- 2003: Boom
- 2005: Die Hüterin der Gewürze (The Mistress of Spices)
- 2006: Die Zehn Gebote (The Ten Commandments, Fernsehserie, 2 Folgen)
- 2006: Die Scharfschützen – Das letzte Gefecht (Sharpe, Fernsehserie, 1 Folge)
- 2009: 30 Rock (Fernsehserie, Episode 4x05 Die Problemlöser)
- 2012: There Is No Place Like Home – Nichts wie weg aus Ocean City
- 2014: Royal Pains (Fernsehserie, Episode 6x03 A Bridge Not Quite Far Enough)
- 2017: Who Is? (Fernsehserie, 1 Folge)
- 2017: Life in Pieces (Fernsehserie, 1 Folge)
- 2018: Complex x Fuse (Fernsehserie, 1 Folge)
- 2018: American Mirror: Intimations of Immortality
- 2023: Taste the Nation with Padma Lakshmi (Kochdokumentation)